# 凱米蒂略
凱米蒂略（西班牙語：Caimitillo），是巴拿馬的城鎮，位於該國中東部，由巴拿馬省的巴拿馬區負責管轄，2008年人口1,227，該城鎮在2012年3月10日從奇利夫雷所分出。